# Český Těšín
Český Těšín (Czeski Cieszyn trong tiếng Ba Lan) là một thị trấn thuộc huyện Karviná, vùng Moravskoslezský, Cộng hòa Séc. Nó nằm ở phía ₫ông bắc lãnh thổ Cộng Hoà Séc. Nó giáp Ba Lan và 16% dân số là người Ba Lan. Nó nằm ở bờ sông của sông Olše. Thị Trấn này là một trong những chỗ sang biên giới ₫ông người nhất cả  nước. Đã có ₫ề nghị ₫ổi tên sang "Těšín" nhưng uỷ ban thị trấn miễn nhiệm vào năm 2007.

## Phần của thị trấn
- Český Těšín (bao gồm làng Svibice)
- Dolní Žukov (Żuków Dolny, Nieder Zukau)
- Horní Žukov (Żuków Górny, Ober Zukau)
- Koňákov (Koniaków, Konakau)
- Mistřovice (Mistrzowice, Mistrowitz)
- Mosty
- Stanislavice (Stanisłowice, Stänzelsdorf)